# Mortsel
Mortsel è un comune belga di 24 426 abitanti nelle Fiandre (Provincia di Anversa).
Si trova circa 6 km a sud di Anversa.